# Estética coquette
La estética coquette es una tendencia de moda o comunidad de internet que ensalza la femineidad mediante el uso de ropa con estilos tiernos, encajes, volados, colores pasteles y lazos.

## Historia y significado
La palabra viene del francés "coqueta". El inicio de esta estética en principio se remonta a TikTok hacia el 2022, sobre todo entre personas de la Generación Z y milenials jóvenes.Según la BBC, esta estética adquirió tal relevancia y longevidad que dejó de ser un microtrend de internet y ha supuesto la creación de una comunidad de personas que ven la niñez con nostalgia.De hecho, esta estética puede entenderse como una reminiscencia de la niñez y un manifiesto de que las mujeres fuertes también pueden verse femeninas, delicadas e inocentes, alejándose del estereotipo previo de que el empoderamiento femenino está ligado a la masculinización y de que las mujeres se visten para los hombres y no para ellas mismas. Al mismo tiempo, la estética coquette busca defender la feminidad sin sexualizarla. Se trata de celebrar todas las cosas que antes eran motivo de burla o que eran demonizadas. Así como pasó en la época posterior a la Revolución Francesa, cuando la sociedad condenó el maximalismo y la exaltación de lo femenino de la ropa de María Antonieta para pasar a siluetas más cercanas a la moda masculina, sucede lo mismo con la estética coquette, que se aleja de los power suit de la década de 1980y las estéticas más novedosas del oversize, el tomboy core y el militar core.Hay quienes afirman que el verdadero inicio de esta tendencia en el internet se remota a la denominada época de Tumblr o "Tumblr era" en inglés.
La estética coquette se acerca al balletcore, el cottagecore y el princesscore, pero no debe confundirse con estas, a pesar de que todas comparte la hiperfeminidad. 

## Críticas
Se critica a la estética coquette por reproducir roles de género dañinos para las mujeres y porque apelan sobre todo al male gaze. De la misma manera, se dice que las imágenes de Internet relacionadas con esta estética son casi siempre de mujeres delgadas y de piel clara, lo que excluye a mujeres con características menos hegemónicas. Incluso hay quienes consideran que este tipo de vestimenta puede resultar sugerente para pedófilos. Frente a estas críticas, otras posturas afirman que el uso de moños, encajes y ropa de color rosa no debería suponer una revictimización para las mujeres y que esta estética no es la responsable de las agresiones machistas.Igualmente, hay quienes consideran que esta estética puede entenderse desde una interpretación disruptiva no heteronormativa.

## Referentes en el arte
Entre los referentes artísticos del estilo coquette pueden citarse: las novelas Jane Austen y las hermanas Brönte, Lolita de Vladimir Nabokov, la película María Antonieta de Sofia Coppola y la reciente película de Barbie. Así mismo, son evidentes las inspiraciones de la época victoriana y el Rococó, como por ejemplo la famosa pintura «El columpio» de Fragonard.

### Antecedentes e impacto en las pasarelas
En 2024 diseñadores como Simone Rocha, Jean Paul Gaultier y las casas de moda Chanel y Prada se unieron a esta tendencia en sus colecciones.Sin embargo, atisbos de este fenómeno de la moda pueden rastrearse en los desfiles de 1998 y de 2004 de la marca Blumarine, en John Galliano y su colección Fallen Angels de 1986y también en toda la trayectoria de Vivienne Westwood, sobre todo su colección "Cafe Sociery" de 1994. En 2024 la actriz Sarah Paulson asistió a la Met Gala con un atuendo coquette de Prada, reafirmando la popularidad de esta tendencia.

### Estética coquette en la música
Se considera a la cantante estadounidense Lana Del Rey como un ícono de esta estética.De la misma manera, cantantes como Melanie Martinez, Marina Diamandis y Marina and the Diamonds pueden considerarse antecesoras de esta corriente de la moda en la música, no tanto por tener "música coquette" sino por apoyarse en estos códigos estéticos para demostrar su postura ante el mundo. También se dice que cantantes como Sabrina Carpenter y Chappell Roan han bebido de esta estética y que, gracias a esta, ahora pueden vestirse de manera más femenina en los escenarios sin ser tan juzgadas.